# 別茲德納河 (楚瓦什共和國)
54°49′43″N 46°37′19″E / 54.82861°N 46.62194°E
別茲德納河（俄语：Бездна），是俄羅斯的河流，位於該國西部楚瓦什共和國和鞑靼斯坦共和国，屬於蘇拉河的右支流，河口處在阿拉特里附近，河道全長97.7公里，流域面積1,320平方公里。